# 注册表
注册表（英語：Registry，中国大陆译作注册表，港澳台译作登录档）是 Microsoft Windows 操作系統和其應用程序中的一个重要的 层次型数据库，用于存储系统和应用程序的底层设置信息。
总的来说，注册表包含了 Microsoft Windows 操作系统上的信息、设置、选项和安装的硬件。例如，安装程序时包含程序位置、版本和启动程序方式等设置的子项会被添加到注册表中。
早在 Windows 3.0推出OLE技术的时候，注册表就已经出现，但主要用于存储 组件对象模型 的组件的配置信息。但是，从Windows 95开始，注册表扩展了其用途以集中化合理化的管理INI文件中的信息，真正成为Windows用户经常接触的内容，并在其后的操作系统中继续沿用至今。随后推出的Windows NT是第一个从系统级别广泛使用注册表的操作系统。

## 历史

### 前身
最初，Windows系统及应用程序的信息被存储在后缀名为ini的文本文件中，这就是注册表的前身。但是这么做有着致命弱点：因为每一个程序都会新安装一个或多个ini文件，来存储程序信息，导致信息的分布极为零乱；而且在16位系统下，ini文件的大小必须在64KB之内。所以ini文件被认为不便于使用和管理。

### 发布与发展
在最早出现于Windows 3.0的OLE技术出现后，微软为了存放系统中大量的软件组件信息，组织了一个reg.dat的数据库来存放这些信息。当时的注册表编辑器为16位版本的regedit.exe，功能较弱。
后来开发的Windows NT则更进一步使用相同的文件格式来存放系统的配置信息，以取代原有的ini文件。该系统为每一个用户在用户目录下创建了一个自身的注册表空间，而系统的设置被存放在系统文件夹中。由于Windows NT是一个32位操作系统，regedit.exe被升级为regedt32.exe，并增加了对权限的设置功能。
在Windows 95中，注册表首次得到广泛应用，逐渐淘汰了原有的ini文件。程序在安装时，不再将数据写入ini文件，而直接写入注册表。为了最大限度兼容旧程序，部分原来用于读写ini文件的专门API函数仍然可用，但现在是访问注册表（写入或读取）。Windows 95为了保持和Windows 3.x系列的兼容性，注册表的架构与Windows NT不同，为此专门开发了另一个32位版本的regedit.exe，它没有设置权限的功能。
在Windows 2000中，由于Windows 95家族已经深入人心，regedit.exe也得到广泛应用，相反regedt32.exe的界面相对比较丑陋，因此微软将windows 95系列的regedit.exe拿过来用。但由于移植过来的regedit.exe仍没有权限设置的功能，regedt32.exe仍然保留在系统中用作权限设置。
到Windows XP和Windows Server 2003中，regedit.exe已经增加了权限的功能，regedit32.exe由于失去作用而被剔除。同时，这个版本的注册表是64位的，这导致了一些兼容性问题，少数可以运行在旧版本Windows的程序在Windows XP中无法运作。

### 64位Windows的注册表
64位Windows中的注册表结构大致与32位版本相同，但32位程序的信息被放在HKEY_LOCAL_MACHINE\SOFTWARE\Wow6432Node而不是HKEY_LOCAL_MACHINE\SOFTWARE（64位程序的信息放于此处）。

## 数据结构
注册表由键（key，或称“项”）和值（value）构成。一个键就是树状数据结构中的一个节点，而子键就是这个节点的子节点，子键也是键。一个值项则是一个键的一条属性，由名称（name）、数据类型（datatype）以及数据（data）组成。一个键可以有一个或多个值，每个值的名称各不相同，如果一个值的名称为空，则该值为该键的默认值。
在注册表编辑器（Regedit.exe）中，数据结构显示如下，其中，command键是open键的子键，(默认)表示该值是默认值，值名称为空，其数据类型为REG_SZ，数据值为%systemroot%\system32\NOTEPAD.EXE "%1
以上信息的意义是：txt类型的文件在右键菜单里的“打开”一项使用的程序是“NOTEPAD.EXE”，即用记事本打开文件。

### 数据类型
注册表的数据类型主要有以下五种：
| 显示类型（在编辑器中） | 数据类型     | 说明                                                                |
| ---------------------- | ------------ | ------------------------------------------------------------------- |
| REG_SZ                 | 字符串       | 文本字串                                                            |
| REG_BINARY             | 二进制数     | 不定长度的二进制值，以十六进制显示                                  |
| REG_DWORD              | 双字         | 一个 32 位的二进制值，显示为 8 位的十六进制值                       |
| REG_MULTI_SZ           | 多字符串     | 含有多个文本值的字符串，此名来源于字符串间用 nul 分隔、结尾两个 nul |
| REG_EXPAND_SZ          | 可擴充字符串 | 含有环境变量的字符串                                                |

此外，注册表还有其他的数据类型，但是均不常用：
- REG_DWORD_BIG_ENDIAN - DWORD 的大头版本，下面同理
- REG_DWORD_LITTLE_ENDIAN
- REG_FULL_RESOURCE_DESCRIPTOR
- REG_QWORD - DWORD 的四字（64 位）版本
- REG_FILE_NAME

### 注册表的分支结构
注册表有五个一级分支，下面是这五个分支的名称及作用：
| 名称                | 作用                                                      |
| ------------------- | --------------------------------------------------------- |
| HKEY_CLASSES_ROOT   | 存储Windows可识别的文件类型的详细列表，以及相关联的程序。 |
| HKEY_CURRENT_USER   | 存储当前用户设置的信息。                                  |
| HKEY_LOCAL_MACHINE  | 包括安装在计算机上的硬件和软件的信息。                    |
| HKEY_USERS          | 包含使用计算机的用户的信息。                              |
| HKEY_CURRENT_CONFIG | 这个分支包含计算机当前的硬件配置信息。                    |

### 注册表的存储方式
Windows NT系列操作系统和Windows 9x系列的存储方式有很大区别。注册表被分成多个文件存储，称为Registry Hives，每一个文件被称为一个配置单元。
在早期的Windows 3.x系列中，注册表仅包含一个reg.dat文件，所存放的内容后来演变为HKEY_CLASSES_ROOT分支。
Windows NT家族的配置单元文件：
| 名称       | 注册表分支                  | 作用                                                                         |
| ---------- | --------------------------- | ---------------------------------------------------------------------------- |
| SYSTEM     | HKEY_LOCAL_MACHINE\SYSTEM   | 存储计算机硬件和系统的信息                                                   |
| NTUSER.DAT | HKEY_CURRENT_USER           | 存储用户参数选择的信息（此文件放置于用户个人目录，和其他注册表文件是分开的） |
| SAM        | HKEY_LOCAL_MACHINE\SAM      | 用户及密码的数据库                                                           |
| SECURITY   | HKEY_LOCAL_MACHINE\SECURITY | 安全性设置信息                                                               |
| SOFTWARE   | HKEY_LOCAL_MACHINE\SOFTWARE | 安装的软件信息                                                               |
| DEFAULT    | HKEY_USERS\.DEFAULT         | 缺省启动用户的信息                                                           |
| USERDIFF   | HKEY_USERS                  | 管理员对用户强行进行的设置                                                   |

- 假设Windows安装于C盘，则在Windows XP以前，文件存放于C:\WINNT\SYSTEM32\CONFIG，而XP及以后则存放于C:\WINDOWS\SYSTEM32\CONFIG

Windows 9x家族的配置文件
| 名称       | 注册表分支         | 作用                   |
| ---------- | ------------------ | ---------------------- |
| CLASSES    | HKEY_CLASSES_ROOT  | 存储软件组件库有关信息 |
| USER.DAT   | HKEY_USERS         | 存储用户参数选择的信息 |
| SYSTEM.DAT | HKEY_LOCAL_MACHINE | 系统信息               |

## 编辑注册表

### 使用注册表编辑器
Microsoft公司不建議用户自行更改注册表，因为如果对注册表进行了不当修改，就有可能造成Windows系统的某些功能失效，甚至导致系统崩溃。但是，Microsoft公司仍然在Windows中提供了注册表编辑器，它位于%systemroot%\regedit.exe。在Windows NT中使用的则是界面有所不同的REGEDT32.exe。而在Windows 2000中，两个程序同时存在于系统中。部分的原因是Windows 2000版本的regedit.exe尚不支持对注册表数据设置安全性。但在Windows XP及以后的操作系统中，regedit.exe已经能够支持注册表安全设置了，因此REGEDT32.exe失去了存在的必要。不过它仍被保留，只是该程序执行时仅仅会自动调用regedit.exe。
除了编辑本台计算机上注册表数据之外，注册表编辑器亦可以通过文件菜单下的“加载配置单元”菜单项编辑直接编辑文件系统上的注册表数据文件。该功能可以允许用户打开文件系统中的RegHive文件，并将其中的数据映射到HKEY_USERS或者HKEY_LOCAL_MACHINE项下的一个子项之中。

### 使用命令行工具（CLI）
Windows自带了一个管理注册表的命令行工具——reg。只需在命令提示符中运行并指定参数，即可以命令行的形式对注册表进行各项管理操作。支持的操作有增删改查、导入导出注册表文件（reg文件）、导入导出或加载配置单元（RegHive）等。

### 使用脚本
在Windows 98以后的操作系统中，增加了一个脚本语言解释器，可以用来执行一些系统任务。它可以支持VBScript和JavaScript两种脚本语言，都提供了访问注册表的功能。某些病毒就利用这一点通过修改注册表进行传播。

### 使用第三方或自行编写的软件
访问注册表的系统功能对编程人员是开放的，因此有许多软件都有读写注册表的功能。事实上，Windows平台下开发的软件几乎都在不同程度上修改注册表，以便保存一些在程序多次运行之间需要保留的信息，以及让软件可以通过某种特定方式（例如，右键菜单）启动。也有一些软件是专门开发出来对注册表进行优化和设置的。

### 使用reg文件
reg文件也是一种修改注册表的方式。在注册表编辑器中，用户可以通过“文件”菜单中的“导出”菜单项来备份注册表中的某些项目到一个reg文件之中；之后用户可以再次通过“导入”菜单项将这些项目还原。reg文件本身也在系统中被关联到regedit.exe，因此直接双击打开reg文件也会起到将其中的项目导入到注册表中的效果。
而事实上，reg文件是根据一定格式编写的纯文本文件。因此，熟练的用户可以直接使用文本编辑器（比如记事本）来创建自己的reg文件，这样做无需在注册表中根据路径一级一级地访问，而且可以直接对大量项目进行批量修改。这些文件还可以被分发给非专业的用户，帮助他们快速地完成注册表的编辑，以减少出错的可能。

### Registry APIs
Windows SDK提供了访问注册表的接口。创建或打开的键，必须作为当前已经打开的键的子键。HKEY_LOCAL_MACHINE, HKEY_CLASSES_ROOT, HKEY_USERS,  HKEY_CURRENT_USER等预定义的键总是已经打开。使用RegOpenKeyEx打开键；使用RegCreateKeyEx创建键。注册表允许最大512层子键深度。通过一个注册表API调用允许一次打开或创建32层深度的注册表的子键。 RegCloseKey关闭已经打开的键，把数据写回注册表。RegFlushKey把内存中缓存的注册表已修改数据写回到硬盘上，因此代价高昂，要慎重调用。
RegSetValueEx把一个值项与其数据关联到一个键上。RegDeleteVaule从键上删除一个值项。RegDeleteKey删除一个键，但直到关闭相应的注册表句柄（handle）才真正完成删除操作。
RegEnumKeyEx枚举一个键下的所有子键。RegEnumValue枚举一个键下的所有值项。RegQueryValueEx获取一个值项的数据。
RegSaveKeyEx可以把一个键及所有子键保存到一个文件中。RegLoadKey把一个注册表文件装入到系统的注册表，RegUnLoadKey把系统注册表恢复到原状态。

## 缺點
評論家將Windows 95的注册表視作「單點故障」，因為不當使用「登錄編輯程式」可能會造成嚴重的問題，甚至可能需要重新安裝作業系統。無法保證能夠順利解決因不當使用「登錄編輯程式」所造成的問題。用户必須自行承擔使用「登錄編輯程式」的風險，因此一般建議在編輯登錄前先行備份。

### 分散与集中之争
关于分散的文本文件和集中的注册表两种软件配置方式的优劣，目前仍有争论。主流操作系统中，Linux操作系统一直使用单独的文本文件来存放配置信息。而Windows平台下基于.NET框架的软件对注册表的依赖性也大大减弱。事实上，.NET软件通常使用纯文本的XML（称为app.config）文件而不是注册表进行配置，这在某种意义上是向当初的ini文本配置方式的一种回归。部分绿色软件支持者认为，集中式的注册表要求软件需要进行专门的安装步骤才可以正常运行，而单独的文本配置文件则可以不需要安装，只要将软件的文件目录拷贝过来就可以使用；当不再需要软件的时候，除删除相关文件外对于注册表也需要进行卸载步骤，才有可能不在系统中留下痕迹（很多软件即使提供了卸载步骤，仍然会留下痕迹），如果使用文本配置文件，则能做得更干净。但是，文本配置方式导致某些系统软件的配置较为困难且缺乏统一的界面（如Linux中的情况），也是不争的事实，尽管现在已经有很多软件可以方便进行系统配置，但仍存在标准不够统一的问题。
著名开源软件Fetchmail的作者Eric S. Raymond在《UNIX编程艺术》一书中有如下叙述：
对比terminfo数据库和Windows注册表，我们发现注册表出名地容易受到错误代码的破坏。这可能会使整个系统都无法使用。即使系统没有瘫痪，但如果破坏本身干扰了专用的注册表编辑工具，恢复工作就会很困难。
从2000年以来部分恶性病毒如熊猫烧香等的破坏情形看，的确存在“破坏本身干扰注册表编辑器”的问题。在某些情况下，病毒程序会监视系统进程列表，并强行关闭名为regedit的任何程序。这使得受损用户难以直接通过编辑注册表进行恢复。
注册表是Windows操作系统的核心，越来越多的黑客程序将攻击对象转向了注册表。一些程序（尤其是恶意程序），为了达到随系统自动启动的目的，会在注册表创建启动项，因此监控注册表能够有效地预防该类恶意程序的攻击。